# Wardell Gray
Carl Wardell Gray (ur. 13 lutego 1921 w Oklahoma City, zm. 25 maja 1955 w Las Vegas) – afroamerykański saksofonista jazzowy.

## Życiorys
Jego rodzicami byli Eugene i Carrie z d. Maddison Miał troje starszego rodzeństwa: o dwa lata starszego brata – Harry’ego oraz siostry – Madeline, najstarszą z nich, i Edith. Wczesne dzieciństwo spędził w Oklahoma City. W 1929 rodzice w poszukiwaniu pracy i lepszych warunków życia przenieśli się do Detroit.
W 1935 rozpoczął naukę w Northeastern High School, ale szybko  przeniósł się do renomowanej Cass Technical High School, której absolwentami było wielu późniejszych słynnych jazzmanów, m.in. Donald Byrd, Lucky Thompson, Howard McGhee, Gerald Wilson i Al McKibbon. Jego brat – Henry, który grał na kontrabasie, zachęcał go do zajęcia się muzyką. Za radą swojego szwagra zaczął grać na klarnecie, ale po usłyszeniu Lestera Younga na jednej z płyt orkiestry Counta Basiego sięgnął po saksofon tenorowy.
Pracę zawodowego muzyka rozpoczął w małym zespole Isaaca Goodwina, grającym do tańca i działającym lokalnie na niewielką skalę. Następnie przez rok grał w grupie młodej pianistki Dorothy Patton. Potem kolejno występował w zespołach Jimmy’ego Raschela oraz wokalisty i perkusisty Benniego Carewa, prowadzącego orkiestrę w Grand Rapids. W tym czasie poznał Jeanne Goings, z którą miał córkę – Anitę, urodzoną w styczniu 1941. Był bardzo wysoki i chudy. Mierzył 193 cm. Słynny trębacz Clark Terry żartobliwie nazywał go „Gnatem” („Bones”).
W 1943 niedobre relacje z matką jego córki zapowiadały ich rozstanie. Był już wtedy związany z Jeri Walker, tancerką i chórzystka z klubu The Three Sixes. Kiedy została zatrudniona w nim orkiestra Earla Hinesa, Jeri przekonała słynnego pianistę, żeby przyjął do zespołu jej utalentowanego chłopaka. Jako że miejsce saksofonisty tenorowego było zajęte, Hines zatrudnił go jako alcistę. Jego umiejętności jednak sprawiły, że wkrótce powrócił do gry na tenorze. W orkiestrze dojrzał jako muzyk i został jej czołowym solistą. We wrześniu 1944 wyjechał z nią na występy do Kalifornii. W październiku orkiestra zarejestrowała dla Serwisu Radiowego Sił Zbrojnych szereg nagrań z granymi przez niego partiami solowymi. Były one później nadawane przez radiostacje wojskowe dla żołnierzy amerykańskich rozmieszczonych na całym świecie i biorących udział w działaniach II wojny światowej.
W Kalifornii poznał i związał się z zamężną wówczas Dorothy A. Duvall. Kobieta faktycznie była bliska rozstania z mężem, ale w wyniku nieporozumienia komunikacyjnego Gray uznał, że Duvall nie zamierza odejść od małżonka. Wrócił więc do Jeri Walker i 29 września 1945 poślubił ją w Chicago. W lipcu 1946 zakończył pracę u Hinesa i zamieszkał z żoną w Los Angeles. Niedługo potem dokonał swoich pierwszych nagrań pod własnym nazwiskiem, rejestrując dwa utwory: Easy Swing i The Man I Love. Ponadto współpracował z saksofonistą Bennym Carterem, wokalistą rhythmandbluesowym Ivorym Joe Hunterem oraz małą grupą, która towarzyszyła wokaliście Billy'emu Eckstine'owi podczas jego trasy koncertowej na Zachodnim Wybrzeżu. Jednak życie muzyczne Los Angeles toczyło się przede wszystkim na Central Avenue w licznych klubach, takich jak The Down Beat, Club Alabam, Jack’s Basket Room, Lovejoy’s, Memo i The Last Word. Szybko stał się czołową postacią klubów Central Avenue. Słynne były jego nocne „bitwy na tenory” z Dextrem Gordonem. Grany podczas nich utwór Chase stał pierwszym utworem kojarzonym przez słuchaczy z jego nazwiskiem. Został także uznany za efekt „jednego z najbardziej ekscytujących pojedynków muzycznych w historii jazzu”. Jego rosnąca popularność sprawiła, że grał także przed dużą publicznością, m.in. w Shrine Auditorium i The Pasadena Civic Auitorium, w którym występował z takimi gwiazdami, jak wokalistka Peggy Lee oraz saksofoniści Stan Getz i Zoot Sims.
W 1947 nagrywał z współtwórcą bebopu Charliem Parkerem, a w następnym, po powrocie na Wschodnie Wybrzeże, grał z „Królem Swingu” Bennym Goodmanem. Nagrywał także jako lider takie utwory jak Twisted (1949) i Farmer's Market (1952). Jego solo, pochodzące z kompozycji Twisted, kilka lat później Annie Ross przekształciła w wokalezę, która należy do ważnych osiągnięć wokalistyki jazzowej. Niestety w tym czasie jego małżeństwo z Jeri zaczęło się rozpadać i zakończyło się rozwodem. W Nowym Jorku współpracował z pianistą Taddem Dameronem oraz od 1950 do 1951 grał i nagrywał z formacjami Counta Basiego. Dokonane z big-bandem Basiego nagranie utworu Little Pony weszło do klasyki jazzu. 10 stycznia 1951 ożenił się w Los Angeles z poznaną wcześniej Dorothy Duvall. Świadkami na ślubie byli Clark Terry, z którym wówczas grał, oraz gitarzysta Freddie Green.
W latach 1952–1953 uczestniczył w kilku jam sessions, organizowanych przez Normana Granza, oraz nagrywał z orkiestrą Louiego Bellsona. 9 września 1952 został zarejestrowany jego świetny występ w klubie The Haig w Hollywood. W tym czasie jednak zaczął otrzymywać mniej ofert pracy i w rezultacie czuł się rozczarowany swoją karierą muzyczną, mimo że jako saksofonista ciągle był w bardzo dobrej formie. Choć w latach 40. był wzorem dla wielu młodych muzyków jako przeciwnik narkotyków, później – w obliczu kłopotów, bardziej wyimaginowanych niż rzeczywistych – sam po nie sięgnął. Wskutek tego obniżył się poziom jego gry.
Pomimo problemów z narkotykami, nadal regularnie pracował. W maju 1955 Benny Carter otrzymał zlecenie na sformowanie orkiestry na otwarcie hotelu Moulin Rouge w Las Vegas. Po rozmowie telefonicznej zaangażował go do zespołu. Gray uczestniczył we wszystkich próbach, lecz 25 maja, w dniu otwarcia hotelu, nie pojawił na występie. Następnego dnia znaleziono go martwego na pustyni na obrzeżach Las Vegas. Wg sekcji zwłok śmierć nastąpiła wskutek przedawkowania heroiny, ponadto zmarły miał złamany kark. Na temat jego śmierci pojawiło się wiele spekulacji, zwłaszcza że policja nie przeprowadziła szczegółowego dochodzenia. Niektórzy podejrzewali, że jej przyczyną mogły być powiązania muzyka z gangsterem Meyerem Lanskym. Najbardziej wiarygodną relację przedstawił członek orkiestry, saksofonista Teddy Edwards, który 25 maja był w pokoju Graya. Stwierdził, że saksofonista zmarł wskutek przedawkowania narkotyków. Koledzy z zespołu, nie chcąc mieć do czynienia z policja, włożyli ciało do samochodu i wywieźli na pustynię. Przy wyjmowaniu zwłok, te spadły na ziemię i doszło do złamania kręgosłupa.
Został pochowany w Warren na cmentarzu Detroit Memorial Park East. Miał 34 lata.

## Wybrana dyskografia

### Jako lider lub współlider
- 1951 Tenor Sax Favorites (Prestige)
- 1952 The Chase and the Steeplechase – Wardell Gray and Dexter Gordon (Brunswick Records)
- 1953 Wardell Gray – Los Angeles All Stars (Prestige)
- 1955
  - Memorial – Volume One (Prestige)
  - Memorial – Volume Two (Prestige)
- 1957 Way Out Wardell (Crown Records)
- 1977 Wardell Gray – Live in Hollywood (Xanadu Records)
- 1989 Wardell Gray – Guest: Dexter Gordon – The Chase (Giants of Jazz)
- 1991 Wardell Gray Quintet – Live at the Haig 1952 (Fresh Sound Records) – wersja CD płyty Wardell Gray – Live in Hollywood
- 2003 The Wardell Gray Story (Proper Records)

### Jakosideman
Z Louiem Bellsonem
- 1955 Skin Deep (Norgran)

Z Frankiem Morganem
- 1955 Frank Morgan (Gene Norman Presents)

Z różnymi wykonawcami
- 1952 Just Jazz All Stars Featuring Louis Bellson (Capitol)

Zestawienie wg dat wydania płyt

## Upamiętnienie
- Pisarz, reprezentant beat generation, Jack Kerouac w powieści W drodze opisał, odtworzoną z płyty, grę Graya i Gordona.
- Bill Moody napisał książkę pt. Death of a Tenor Man, której fabułę stanowi śledztwo, prowadzone przez fikcyjnego detektywa Evana Horne’a w sprawie zabójstwa saksofonisty Wardella Graya. Powieść ukazała się w 1995 nakładem wydawnictwa Walker & Co (ISBN 978-0802732699).
- W 2001 ukazał się kryminał The Cold Six Thousand, autorstwa Jamesa Ellroya. Występuje w nim postać Wardella Graya. W Polsce książkę wydała w 2006 oficyna C&T, pt. Sześć tysięcy gotówką (ISBN 978-83-8110-706-8).